# Júlio de Mendonça Moreira
Júlio de Mendonça Moreira (Pelotas, 20 de outubro de 1853 — ?) foi um político brasileiro. Moreira foi promotor público, tendo sido nomeado em 1.° de maio 1883.
Foi eleito  deputado estadual, à 21ª Legislatura da Assembleia Legislativa do Rio Grande do Sul, de 1891 a 1895.
Presidiu o Club Athlético Rio-Grandense.